# 10º Congresso degli Stati Uniti d'America
Il 10º Congresso degli Stati Uniti d'America, formato dal Senato e dalla Camera dei rappresentanti, si è riunito presso il Campidoglio di Washington, D.C. dal 4 marzo 1807 al 4 marzo 1809 durante il settimo e l'ottavo anno della presidenza di Thomas Jefferson (quindi durante il suo secondo mandato). In questo Congresso il Partito Democratico-Repubblicano ha mantenuto il controllo della maggioranza sia al Senato che alla Camera.

## Contesto ed eventi importanti
L'affare Leopard-Chesapeake pose all'attenzione del Congresso e dell'elettorato americano il problema di avere un Oceano Atlantico come teatro di operazioni della marina britannica e francese. Ormai, sia nell'oceano ma anche in tutta Europa, era ormai deflagrato il conflitto tra l'Impero britannico e la Francia di Napoleone. Il Congresso, su iniziativa diretta del presidente Jefferson, promosse una politica di neutralità nel conflitto emanando una serie di norme che vietassero il commercio con nessuno dei paesi belligeranti. Tuttavia queste norme non riuscirono a bloccare del tutto il traffico commerciale illegale con i paesi europei. Il Congresso dunque si mosse rafforzando enormemente i poteri di polizia del governo federale anche in mare. Tali scelte comunque provocarono una grave crisi economica nelle regioni dove si trovavano i porti commerciali più importanti.

### Cronologia
- 22 giugno 1807 - Nel braccio di mare di fronte al porto di Norfolk, la nave da battaglia britannica HMS Leopard, alla ricerca di disertori dalla Royal Navy, abborda e attacca la fregata statunitense USS Chesapeake. Dopo qualche colpo di cannone, il comandante della Chesapeake James Barron si arrende agli inglesi (per la sua arrendevolezza sarà sottoposto ad un processo di fronte alla corte marziale e rilevato dal comando). Dal vascello statunitense i britannici catturano quattro membri dell'equipaggio accusandoli di diserzione e, successivamente, condannano uno dei quattro all'impiccagione. L'opinione pubblica statunitense si scatena, chiedendo l'immediata risposta dell'amministrazione Jefferson, che però rimane piuttosto restia a coinvolgersi in un conflitto con l'Impero britannico, preferendo la via dell'embargo nei confronti della Gran Bretagna. Ma i semi per la futura guerra del 1812 sono ormai piantati.
- 1º luglio 1807 - Si conclude la spedizione esplorativa a sud e a ovest del Territorio della Louisiana guidata dal tenente Zebulon Pike. La missione ha esplorato le Grandi Pianure e le Montagne Rocciose, oltre ad aver preso contatto con numerose tribù di nativi indoamericani.
- 17 agosto 1807 - Il Clermont, la prima nave a vapore statunitense, lascia il porto di New York in direzione di Albany lungo il fiume Hudson. Il viaggio di questa nave a vapore segna l'inizio della navigazione a vapore commerciale al mondo.
- 4 novembre 1807 - Su proposta del senatore John Quincy Adams, il Senato istituisce un comitato di controllo delle spese composto da 3 membri.
- 1º gennaio 1808 - Entra in vigore la legge del 1807 che vieta l'importazione di schiavi provenienti dall'estero.
- 11 febbraio 1808 - Jesse Fell compie un esperimento a Wilkes-Barre (Pennsylvania) con l'antracite per poterla utilizzare come combustibile industriale al posto del legno. È il primo passo verso una vera e propria rivoluzione industriale negli Stati Uniti.
- 6 aprile 1808 - Sfruttamento il sentimento anti-britannico, John Jacob Astor, mercante e uomo d'affari di origini tedesche residente a New York, fonda la American Fur Company per contrastare lo strapotere nel traffico di pellicce delle britanniche North West Company e Hudson's Bay Company. L'American Fur Company di Astor finirà per monopolizzare, a partire dagli anni '30 dell'Ottocento, il mercato delle pellicce verso l'Europa.
- 4-7 novembre 1808 - Il candidato del Partito Democratico-Repubblicano James Madison sconfigge alle elezioni presidenziali del 1808 il candidato federalista Charles Cotesworth Pinckney, diventando così il 4º presidente della storia degli Stati Uniti.
- 3 febbraio 1809 - Viene creato il Territorio dell'Illinois.
- 11 febbraio 1809 - Robert Fulton deposita ed ottiene il brevetto per il battello a vapore.

## Atti legislativi approvati più importanti
- 22 dicembre 1807: 2 Stat. 451, ch. 5 (An Act laying an Embargo on all ships and vessels in the ports and harbors of the United States) - In risposta ai sequestri di navi mercantili statunitensi da parte delle marine europee coinvolte nelle guerre napoleoniche, il Congresso approva una legge che istituisce l'embargo commerciale contro qualsiasi nazione straniera coinvolta in quel conflitto, ribadendo la politica di neutralità del presidente Jefferson.
- 1º marzo 1809: 2 Stat. 528, ch. 24 (An Act to interdict the commercial intercourse between the United States and Great Britain and France, and their dependencies; and for other purposes) - La legge, approvata pochi giorni prima della fine della presidenza Jefferson, ammorbidisce l'embargo del 1807 consentendo il traffico commerciale con Francia e Gran Bretagna se queste due potenze avessero riconosciuto diritti commerciali neutrali alle imbarcazioni da carico statunitensi.

## Nuovi territori
- 3 febbraio 1809 - Da una porzione del Territorio dell'Indiana viene creato il Territorio dell'Illinois.

## Partiti

### Senato
|                               | Partiti         | Partiti |         |   |
| ----------------------------- | --------------- | ------- | ------- | - |
|                               |                 |         |         |   |
| Democratico-Repubblicano (DR) | Federalista (F) | Totali  | Vacanti |   |
| Congresso precedente          | 27              | 7       | 34      | 0 |
|                               |                 |         |         |   |
| Inizio                        | 28              | 6       | 34      | 0 |
| Fine                          | 28              | 6       | 34      | 0 |
| % Fine                        | 82,4%           | 17,6%   |         |   |
|                               |                 |         |         |   |
| Inizio Congresso successivo   | 26              | 7       | 33      | 1 |

### Camera dei rappresentanti
|                             | Partiti                       | Partiti         |        |         |
| --------------------------- | ----------------------------- | --------------- | ------ | ------- |
|                             |                               |                 |        |         |
|                             | Democratico-Repubblicano (DR) | Federalista (F) | Totali | Vacanti |
| Congresso precedente        | 113                           | 28              | 141    | 1       |
|                             |                               |                 |        |         |
| Inizio                      | 115                           | 25              | 140    | 2       |
| Fine                        | 115                           | 27              | 142    | 0       |
| % Fine                      | 81,0%                         | 19,0%           |        |         |
|                             |                               |                 |        |         |
| Inizio Congresso successivo | 95                            | 47              | 142    | 0       |

## Leadership

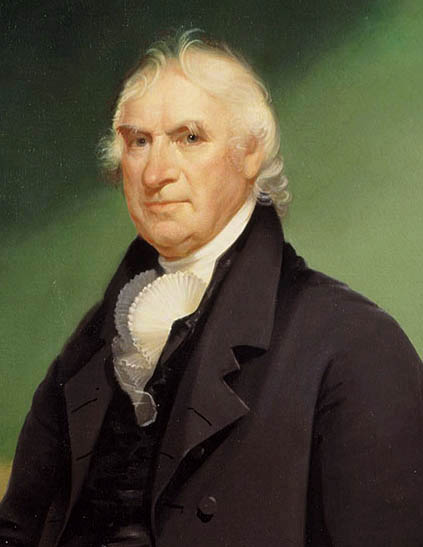
Il presidente del Senato George Clinton.

### Senato
- Presidente: George Clinton (DR)
- Presidente pro tempore: Samuel Smith (DR), dal 16 aprile 1808
  - Stephen R. Bradley (DR), dal 28 dicembre 1808
  - John Milledge (DR), dal 30 gennaio 1809

### Camera dei rappresentanti
- Speaker: Joseph B. Varnum (DR)

## Membri

### Senato

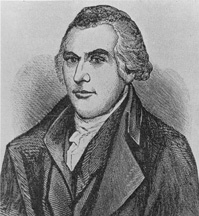
Il presidente pro tempore del Senato Stephen R. Bradley.

I senatori sono eletti ogni due anni e ad ogni Congresso ne viene rinnovato un terzo. Prima del nome di ogni senatore viene indicata la "classe", ovvero il ciclo di elezioni in cui è stato eletto. Nel 10º Congresso furono sottoposti ad elezione i senatori di classe 1.
Carolina del Nord
- 2. James Turner (DR)
- 3. Jesse Franklin (DR)

Carolina del Sud
- 2. Thomas Sumter (DR)
- 3. John Gaillard (DR)

Connecticut
- 1. James Hillhouse (F)
- 3. Uriah Tracy (F), fino al 19 luglio 1807

     Chauncey Goodrich (F), dal 25 ottobre 1807
Delaware
- 1. Samuel White (F)
- 2. James A. Bayard (F)

Georgia
- 2. Abraham Baldwin (DR), fino al 4 marzo 1807

     George Jones (DR), dal 27 agosto 1807 al 7 novembre 1807
     William H. Crawford (DR), dal 7 novembre 1807
- 3. John Milledge (DR)

Kentucky
- 2. Buckner Thruston (DR)
- 3. John Pope (DR)

Maryland
- 1. Samuel Smith (DR)
- 3. Philip Reed (DR)

Massachusetts
- 1. John Quincy Adams (F), fino all'8 giugno 1808

    James Lloyd (F), dal 9 giugno 1808
- 2. Timothy Pickering (F)

New Hampshire
- 2. Nicholas Gilman (DR)
- 3. Nahum Parker (DR)

New Jersey
- 1. John Condit (DR)
- 2. Aaron Kitchell (DR)

New York
- 1. Samuel L. Mitchill (DR)
- 3. John Smith (DR)

Ohio
- 1. John Smith (DR), fino al 25 aprile 1808

     Return J. Meigs, Jr. (DR), dal 12 dicembre 1808
- 3. Edward Tiffin (DR)

Pennsylvania
- 1. Samuel Maclay (DR), fino al 4 gennaio 1809

     Michael Leib (DR), dal 9 gennaio 1809
- 3. Andrew Gregg (DR)

Rhode Island
- 1. Benjamin Howland (DR)
- 2. James Fenner (DR), fino al settembre 1807

     Elisha Mathewson (DR), dal 26 ottobre 1807
Tennessee
- 1. Joseph Anderson (DR)
- 2. Daniel Smith (DR)

Vermont
- 1. Israel Smith (DR), fino al 1º ottobre 1807
  -      Jonathan Robinson (DR), dal 10 ottobre 1807
- 3. Stephen R. Bradley (DR)

Virginia
- 1. Andrew Moore (DR)
- 2. William B. Giles (DR)

### Camera dei rappresentanti

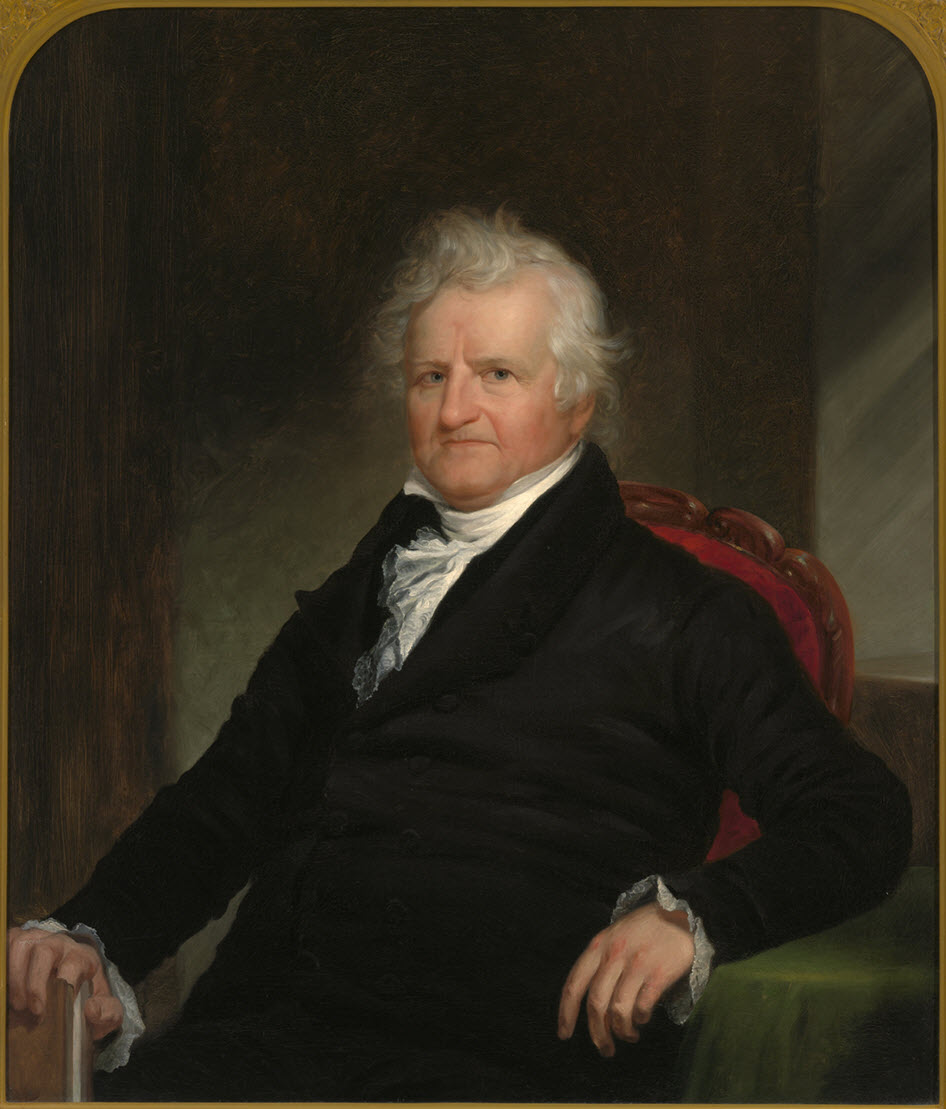
Lo speaker della Camera dei rappresentanti Joseph B. Varnum.

Nell'elenco, prima del nome del membro, viene indicato il distretto elettorale di provenienza o se quel membro è stato eletto in un collegio unico (at large).
Carolina del Nord
- 1. Lemuel Sawyer (DR)
- 2. Willis Alston (DR)
- 3. Thomas Blount (DR)
- 4. William Blackledge (DR)
- 5. Thomas S. Kenan (DR)
- 6. Nathaniel Macon (DR)
- 7. John Culpepper (F)
- 8. Richard Stanford (DR)
- 9. Marmaduke Williams (DR)
- 10. Evan S. Alexander (DR)
- 11. James Holland (DR)
- 12. Meshack Franklin (DR)

Carolina del Sud
- 1. Robert Marion (DR)
- 2. William Butler, Sr. (DR)
- 3. David R. Williams (DR)
- 4. John Taylor (DR)
- 5. Richard Winn (DR)
- 6. Joseph Calhoun (DR), dal 2 giugno 1807
- 7. Thomas Moore (DR)
- 8. Lemuel J. Alston (DR)

Connecticut
- At-large. Epaphroditus Champion (F)
- At-large. Samuel W. Dana (F)
- At-large. John Davenport (F)
- At-large. Jonathan O. Moseley (F)
- At-large. Timothy Pitkin (F)
- At-large. Lewis B. Sturges (F)
- At-large. Benjamin Tallmadge (F)

Delaware
- At-large. Nicholas Van Dyke (F), dal 6 ottobre 1807

Georgia
- At-large. William W. Bibb (DR)
- At-large. Howell Cobb (DR)
- At-large. Dennis Smelt (DR)
- At-large. George M. Troup (DR)

Kentucky
- 1. Matthew Lyon (DR)
- 2. John Boyle (DR)
- 3. John Rowan (DR)
- 4. Richard M. Johnson (DR)
- 5. Benjamin Howard (DR)
- 6. Joseph Desha (DR)

Maryland
- 1. John Campbell (F)
- 2. Archibald Van Horne (DR)
- 3. Philip B. Key (F)
- 4. Roger Nelson (DR)
- 5A. William McCreery (DR)
- 5B. Nicholas R. Moore (DR)
- 6. John Montgomery (DR)
- 7. Edward Lloyd (DR)
- 8. Charles Goldsborough (F)

Massachusetts
- 1. Josiah Quincy III (F)
- 2. Jacob Crowninshield (DR), fino al 15 aprile 1808

     Joseph Story (DR), dal 23 maggio 1808
- 3. Edward St. Loe Livermore (F)
- 4. Joseph B. Varnum (DR)
- 5. William Ely (F)
- 6. Samuel Taggart (F)
- 7. Joseph Barker (DR)
- 8. Isaiah L. Green (DR)
- 9. Josiah Dean (DR)
- 10. Jabez Upham (F)
- 11. William Stedman (F)
- 12. Barnabas Bidwell (DR), fino al 13 luglio 1807

     Ezekiel Bacon (DR), dal 16 settembre 1807
- 13. Ebenezer Seaver (DR)
- 14. Richard Cutts (DR)
- 15. Daniel Ilsley (DR)
- 16. Orchard Cook (DR)
- 17. John Chandler (DR)

New Hampshire
- At-large. Peter Carleton (DR)
- At-large. Daniel M. Durell (DR)
- At-large. Francis Gardner (DR)
- At-large. Jedediah K. Smith (DR)
- At-large. Clement Storer (DR)

New Jersey
- At-large. Ezra Darby (DR), fino al 27 gennaio 1808

     Adam Boyd (DR), dall'8 marzo 1808
- At-large. William Helms (DR)
- At-large. John Lambert (DR)
- At-large. Thomas Newbold (DR)
- At-large. James Sloan (DR)
- At-large. Henry Southard (DR)

New York
- 1. Samuel Riker (DR)
- 2. e 3. (distretti uniti con due seggi)
  -      Gurdon S. Mumford (DR)
  -      George Clinton, Jr. (DR)
- 4. Philip Van Cortlandt (DR)
- 5. John Blake, Jr. (DR)
- 6. Daniel C. Verplanck (DR)
- 7. Barent Gardenier (F)
- 8. James I. Van Alen (DR)
- 9. Killian K. Van Rensselaer (F)
- 10. Josiah Masters (DR)
- 11. John Thompson (DR)
- 12. David Thomas (DR), fino al 17 febbraio 1808

     Nathan Wilson (DR), dal 7 novembre 1808
- 13. Peter Swart (DR)
- 14. John Russell (DR)
- 15. William Kirkpatrick (DR)
- 16. Reuben Humphrey (DR)
- 17. John Harris (DR)

Ohio
- At-large. Jeremiah Morrow (DR)

Pennsylvania
I primi tre distretti ebbero tre rappresentanti, il quarto ne ebbe due.
- 1. Joseph Clay (DR), fino al 28 marzo 1808

     Benjamin Say (DR), dal 16 novembre 1808
- 1. John Porter (DR)
- 1. Jacob Richards (DR)
- 2. Robert Brown (DR)
- 2. William Milnor (F)
- 2. John Pugh (DR)
- 3. John Hiester (DR)
- 3. Robert Jenkins (F)
- 3. Matthias Richards (DR)
- 4. David Bard (DR)
- 4. Robert Whitehill (DR)
- 5. Daniel Montgomery, Jr. (DR)
- 6. James Kelly (F)
- 7. John Rea (DR)
- 8. William Findley (DR)
- 9. John Smilie (DR)
- 10. William Hoge (DR)
- 11. Samuel Smith (DR)

Rhode Island
- At-large. Nehemiah Knight (DR), fino al 13 giugno 1808

     Richard Jackson, Jr. (F), dall'11 novembre 1808
- At-large. Isaac Wilbour (DR)

Tennessee
- At-large. John Rhea (DR)
- At-large. George W. Campbell (DR)
- At-large. Jesse Wharton (DR)

Vermont
- 1. James Witherell (DR), fino al 1º maggio 1808

     Samuel Shaw (DR), dal 6 settembre 1808
- 2. James Elliot (F)
- 3. James Fisk (DR)
- 4. Martin Chittenden (F)

Virginia
- 1. John G. Jackson (DR)
- 2. John Morrow (DR)
- 3. John Smith (DR)
- 4. David Holmes (DR)
- 5. Alexander Wilson (DR)
- 6. Abram Trigg (DR)
- 7. Joseph Lewis, Jr. (F)
- 8. Walter Jones (DR)
- 9. John Love (DR)
- 10. John Dawson (DR)
- 11. James M. Garnett (DR)
- 12. Burwell Bassett (DR)
- 13. William A. Burwell (DR)
- 14. Matthew Clay (DR)
- 15. John Randolph (DR)
- 16. John W. Eppes (DR)
- 17. John Claiborne (DR), fino al 9 ottobre 1808

     Thomas Gholson, Jr. (DR), dal 7 novembre 1808
- 18. Peterson Goodwyn (DR)
- 19. Edwin Gray (DR)
- 20. Thomas Newton, Jr. (DR)
- 21. Wilson C. Nicholas (DR)
- 22. John Clopton (DR)

#### Membri non votanti
Territorio dell'Indiana
- Benjamin Parke, fino al 1º marzo 1808
  - Jesse B. Thomas, dal 22 ottobre 1808

Territorio del Mississippi
- George Poindexter

Territorio di Orleans
- Daniel Clark

## Cambiamenti nella rappresentanza

### Senato
| Stato (classe)    | Membro precedente     | Ragione del cambiamento | Successore                | Data della successione                 |
| ----------------- | --------------------- | --- | ------------------------- | -------------------------------------- |
| Georgia (2)       | Abraham Baldwin (DR)  | Baldwin è deceduto il 4 marzo 1807. | George Jones (DR)         | Insediato ad interim il 27 agosto 1807 |
| Connecticut (3)   | Uriah Tracy (F)       | Tracy è deceduto il 19 luglio 1807. | Chauncey Goodrich (F)     | Eletto il 25 ottobre 1807              |
| Rhode Island (2)  | James Fenner (DR)     | Fenner si è dimesso nel settembre 1807 per assumere la carica di governatore del Rhode Island. | Elisha Mathewson (DR)     | Eletto il 26 ottobre 1807              |
| Vermont (1)       | Israel Smith (DR)     | Smith si è dimesso il 1º ottobre 1807 per assumere la carica di governatore del Vermont. | Jonathan Robinson (DR)    | Eletto il 10 ottobre 1807              |
| Georgia (2)       | George Jones (DR)     | L'incarico ad interim di Jones è scaduto il 7 novembre 1807. | William H. Crawford (DR)  | Eletto il 7 novembre 1807              |
| Ohio (1)          | John Smith (DR)       | Smith si è dimesso il 25 aprile 1808. | Return J. Meigs, Jr. (DR) | Nominato il 12 dicembre 1808           |
| Massachusetts (1) | John Quincy Adams (F) | Adams si è dimesso l'8 giugno 1808 abbandonando il Partito federalista e perdendo le successive elezioni. Lo sfidante Lloyd ha ottenuto il seggio fino alla fine di questo Congresso e per il prossimo. | James Lloyd (F)           | 9 giugno 1808                          |
| Pennsylvania (1)  | Samuel Maclay (DR)    | Maclay si è dimesso il 4 gennaio 1809. | Michael Leib (DR)         | 9 gennaio 1809                         |

### Camera dei rappresentanti
| Distretto                        | Membro precedente        | Ragione del cambiamento | Successore               | Data della successione         |
| -------------------------------- | ------------------------ | --- | ------------------------ | ------------------------------ |
| 6° Carolina del Sud              | Seggio vacante           | Levi Casey (DR) è deceduto prima dell'inizio dei lavori di questo Congresso. | Joseph Calhoun (DR)      | Insediato il 2 giugno 1807     |
| At-large Delaware                | Seggio vacante           | James M. Broom (F) si è dimesso dalla carica prima dell'inizio dei lavori del Congresso. | Nicholas Van Dyke (F)    | Insediato il 6 ottobre 1807    |
| 12° Massachusetts                | Barnabas Bidwell (DR)    | Bidwell si è dimesso il 13 luglio 1807, dopo essere stato nominato procuratore generale dl Massachusetts.                                                                                                 | Ezekiel Bacon (DR)       | Insediato il 16 settembre 1807 |
| 7° Carolina del Nord             | John Culpepper (F)       | Il seggio è stato dichiarato vacante il 2 gennaio 1808 a seguito della scoperta di irregolarità nel conteggio dei voti. Culpepper ha poi riottenuto il seggio a seguito della vittoria in nuove elezioni. | John Culpepper (F)       | Insediato il 23 febbraio 1808  |
| At-large. New Jersey             | Ezra Darby (DR)          | Darby è deceduto il 27 gennaio 1808. | Adam Boyd (DR)           | Insediato l'8 marzo 1808       |
| At-large Territorio dell'Indiana | Benjamin Parke           | Parke si è dimesso il 1º marzo 1808. | Jesse B. Thomas          | 22 ottobre 1808                |
| 1° Pennsylvania                  | Joseph Clay (DR)         | Clay si è dimesso il 28 marzo 1808. | Benjamin Say (DR)        | Insediato il 16 novembre 1808  |
| 2° Massachusetts                 | Jacob Crowninshield (DR) | Crowninshield è deceduto il 15 agosto 1808. | Joseph Story (DR)        | Insediato il 23 maggio 1808    |
| 12° New York                     | David Thomas (DR)        | Thomas si è dimesso il 1º maggio 1808 dopo essere stato nominato Segretario al Tesoro per lo stato di New York.                                                                                           | Nathan Wilson (DR)       | 7 novembre 1808                |
| 1° Vermont                       | James Witherell (DR)     | Witherell si è dimesso il 1º maggio 1808 dopo essere stato nominato giudice della Corte suprema del Territorio del Michigan.                                                                              | Samuel Shaw (DR)         | Insediato il 6 settembre 1808  |
| At-large Rhode Island            | Nehemiah Knight (DR)     | Knight è deceduto il 13 giugno 1808. | Richard Jackson, Jr. (F) | Insediato l'11 novembre 1808   |
| 17° Virginia                     | John Claiborne (DR)      | Claiborne è deceduto il 9 ottobre 1808. | Thomas Gholson, Jr. (DR) | Insediato il 7 novembre 1808   |

## Comitati
Qui di seguito si elencano i singoli comitati e i presidenti di ognuno (se disponibili).

### Senato
- Audit and Control the Contingent Expenses of the Senate
- Whole

### Camera dei rappresentanti
- Accounts
- Affairs with Algiers (select committee)
- Claims
- Commerce and Manifactures
- Conduct of Peter J. Bruin (select committee)
- District of Columbia
- Elections
- Post Office and Post Roads
- Public Lands
- Revisal and Unfinished Business
- Rules (select committee)
- Standards of Official Conduct
- Ways and Means
- Whole

### Comitati bicamerali (Joint)
- Enrolled Bills